# Lizzano in Belvedere
Lizzano in Belvedere är en ort och kommun i storstadsregionen Bologna, innan 2015 i provinsen Bologna, i regionen Emilia-Romagna i Italien. Kommunen hade 2 182 invånare (2018).